# Friga
En la mitologia escandinava, Friga (en norrè, Frigg) és una deessa de l'amor i la fecunditat, sent la principal entre les deesses. És l'esposa d'Odin, mare de Baldre i filla de Fiorgyn. Coneixia el fat de tots els homes, encara que no el deia mai ni pot canviar-lo mai. Habitava un estatge que es deia Fènsalir, un terme que sobta, ja que significa “les sales del fangar”. Ella fou qui feu jurar a totes les coses de la creació que no farien mal en Baldre quan aquest va tenir un somni que presagiava la seva pròpia mort, i totes les coses l'hi juraren llevat del vesc. Loki, disfressat de vella, va aconseguir enganyar Friga perquè li revelés aquest secret i després usà el vesc per fer que el déu Hod, el déu cec, hi matés involuntàriament en Baldre.

## Etimologia
El mot Friga procedeix del proto-germànic ˈfrɪɪ̯jō (gen.: *ˈfrɪɪ̯jōz). El mot està emparentat, etimològicament, amb el sànscrit Priyā ‘estimada’. En el si del germànic, el mot està emparentat amb l'antic verb germànic per a estimar: *ˈfrijōn. Del participi de present d'aquest verb en deriven mots com ara l'alemany Freund ‘amic’ i l'anglès friend ‘íd.’. El verb *ˈfrijōn, en emprar-se eufemísticament amb el significat de copular, va acabar adquirint aquest significat a la majoria de llengües germàniques -o significats igualment obscens, com el de l'alemany freien ‘anar de putes’; cf. també el substantiu alemany Freier ‘client de puta’-, raó per la qual totes les llengües germàniques l'acabaren substituint per nous termes. Malgrat el significat obscè que pugui tenir, el verb, tanmateix, continua essent un verb ben viu a moltes de llengües germàniques: cf. el neerlandès vrijen, baix-alemany mitjà vrîgen o vrîen, alemany freien, frisó occidental frije; suec fria (fria till en flicka ‘demanar una noia en matrimoni’). En anglès antic el tenim com a fréoġan o fríġan.
La deessa Friga, per tant, originàriament era una deessa de l'amor i, com a tal, no sorprèn que els pobles germànics triessin la seva predecessora germànica, ˈfrɪɪ̯jō, com a equivalent de la deessa llatina Venus a l'hora de donar nom al di-vendres, el dies Veneris o dia de Venus del romans: els mots alemany Frei-tag, neerlandès Vrij-dag, anglès Fri-day, suec Fre-dag, frisó occidental Free-d i baix-alemany mitjà vrîdach o vrîgedach signifiquen tots ells dia de ˈfrɪɪ̯jō.
Malgrat la semblança fonètica, el nom d'aquesta deessa no té res a veure amb el de la deessa Freyja, un antic substantiu que significava La Senyora.

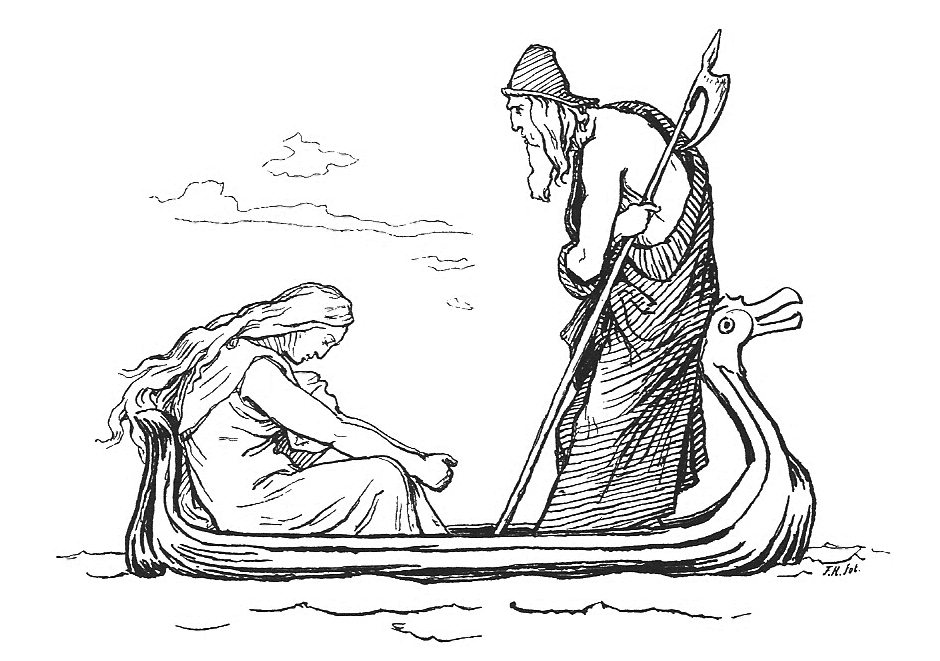
Friga i Odin